# Сухой Лог (приток Барнаулки)
Сухой Лог — ручей в Алтайском крае, левый приток Барнаулки. Бассейн реки находится в пределах западной части города Барнаула.
Длина реки — 11 км. Высота истока — 240 м над уровнем моря. Площадь водосборного бассейна — 22 км².
Ручей Сухой Лог протекает по территории города с севера-запада на юго-восток. Исток находится на водораздельной части Приобского плато, занятой сельскохозяйственными угодьями, в 4 км западнее поселка Докучаево на высоте около 250 м над уровнем моря. Долина реки претерпела сильное антропогенное воздействие: перегорожена насыпями Павловского тракта и улицы Попова. Во многих местах застроена складами и гаражными кооперативами, в связи с чем в верхней и средней частях ручей практически не имеет стока.
В нижнем течении образован пруд-накопитель, созданный в 1980 году для нужд завода синтетического волокна. Заходя в долину Барнаулки, ручей теряется в песках и появляется только в приустьевой части. Впадает Сухой Лог в Барнаулку, на 1 км выше по течению от моста шоссе Ленточный бор на высоте 145 м.
Модуль годового стока колеблется от 1 до 5 л/с с км², а расход воды составляет — менее 1 м³/с. Общий объём годового стока около 2 млн м³. Тип водного режима относится рекам с весенне-летним половодьем и паводками в летне-осенний период. Снеговое и дождевое питание — 70—75 %, грунтовое — 25—30 %.
В пределах барнаульского ленточного бора река пересекает территорию активного оврагообразования. Окружающие ландшафты представлены днищами балок с лугово-кустарниковой растительностью на аллювиально-луговых почвах.
Экологическая обстановка неблагоприятна, требует проведения природоохранных мероприятий.